# Helius fumicosta
Helius fumicosta är en tvåvingeart som beskrevs av Edwards 1928. Helius fumicosta ingår i släktet Helius och familjen småharkrankar. Inga underarter finns listade i Catalogue of Life.